# I liga 2005-2006
La I liga 2005-2006, nota anche come Orange Ekstraklasa 2005-2006 per ragioni di sponsorizzazione, fu l'80ª edizione della massima serie del campionato polacco di calcio, la 72ª edizione nel formato di campionato. La stagione iniziò il 24 luglio 2005 e si concluse il 13 maggio 2006. Il Legia Varsavia vinse il campionato per l'ottava volta nella sua storia. Capocannoniere del torneo fu Grzegorz Piechna, attaccante del Korona Kielce, con 21 reti realizzate.

## Stagione

### Novità
Dalla I liga 2004-2005 venne retrocesso in II liga il GKS Katowice, mentre vennero promossi dalla II liga 2004-2005 il Korona Kielce, il GKS Bełchatów e l'Arka Gdynia, aumentando così il numero di squadre partecipanti da 14 a 16.

### Formula
Le sedici squadre partecipanti si affrontavano in un girone all'italiana con partite di andata e ritorno, per un totale di 30 giornate. La squadra prima classificata era campione di Polonia e si qualificava per il secondo turno preliminare della UEFA Champions League 2006-2007. Le squadre classificatesi al secondo e terzo posto si qualificavano, rispettivamente, per il secondo e per il primo turno della Coppa UEFA 2006-2007, assieme alla vincitrice della Coppa di Polonia, ammessa al secondo turno. Un ulteriore posto veniva assegnato per la partecipazione alla Coppa Intertoto 2006. Le ultime due classificate venivano retrocesse direttamente in II liga, mentre la terzultima disputava uno spareggio promozione/retrocessione con la terza classificata in II liga.

## Squadre partecipanti
| Club             | Città                 | Stagione precedente |
| ---------------- | --------------------- | ------------------- |
| Amica Wronki     | Wronki                | 6º posto in I liga  |
| Arka Gdynia      | Gdynia                | 3º posto in II liga |
| Dyskobolia       | Grodzisk Wielkopolski | 2º posto in I liga  |
| GKS Bełchatów    | Bełchatów             | 2º posto in II liga |
| Górnik Łęczna    | Łęczna                | 7º posto in I liga  |
| Górnik Zabrze    | Zabrze                | 11º posto in I liga |
| Korona Kielce    | Kielce                | 1º posto in II liga |
| KS Cracovia      | Cracovia              | 5º posto in I liga  |
| Lech Poznań      | Poznań                | 8º posto in I liga  |
| Legia Varsavia   | Varsavia              | 3º posto in I liga  |
| Odra             | Wodzisław Śląski      | 13º posto in I liga |
| Pogoń Stettino   | Stettino              | 9º posto in I liga  |
| Polonia Varsavia | Varsavia              | 10º posto in I liga |
| Wisła Cracovia   | Cracovia              | Campione di Polonia |
| Wisła Płock      | Płock                 | 4º posto in I liga  |
| Zagłębie Lubin   | Lubin                 | 12º posto in I liga |

## Classifica finale
|  | Pos. | Squadra          | Pt | G  | V  | N  | P  | GF | GS | DR  |
|  | ---- | ---------------- | -- | -- | -- | -- | -- | -- | -- | --- |
|  | 1.   | Legia Varsavia   | 66 | 30 | 20 | 6  | 4  | 47 | 17 | +30 |
|  | 2.   | Wisła Cracovia   | 64 | 30 | 19 | 7  | 4  | 50 | 20 | +30 |
|  | 3.   | Zagłębie Lubin   | 49 | 30 | 14 | 7  | 9  | 45 | 32 | +13 |
|  | 4.   | Amica Wronki     | 49 | 30 | 14 | 7  | 9  | 50 | 28 | +22 |
|  | 5.   | Korona Kielce    | 47 | 30 | 12 | 11 | 7  | 46 | 33 | +13 |
|  | 6.   | Odra             | 42 | 30 | 10 | 10 | 10 | 23 | 27 | -4  |
|  | 7.   | Dyskobolia       | 37 | 30 | 10 | 7  | 13 | 37 | 45 | -8  |
|  | 8.   | KS Cracovia      | 37 | 30 | 10 | 7  | 13 | 32 | 44 | -12 |
|  | 9.   | GKS Bełchatów    | 37 | 30 | 9  | 10 | 11 | 30 | 32 | -2  |
|  | 10.  | Pogoń Stettino   | 37 | 30 | 9  | 10 | 11 | 29 | 32 | -3  |
|  | 11.  | Wisła Płock      | 34 | 30 | 10 | 4  | 16 | 30 | 45 | -15 |
|  | 12.  | Górnik Łęczna    | 33 | 30 | 7  | 12 | 11 | 23 | 31 | -8  |
|  | 13.  | Górnik Zabrze    | 29 | 30 | 8  | 5  | 17 | 29 | 46 | -17 |
|  | 14.  | Arka Gdynia      | 27 | 30 | 4  | 15 | 11 | 21 | 33 | -12 |
|  | 15.  | Polonia Varsavia | 25 | 30 | 6  | 7  | 17 | 20 | 45 | -25 |
|  | 16.  | Lech Poznań      | 42 | 30 | 11 | 9  | 10 | 45 | 45 | 0   |

Legenda:
      Campione di Polonia e ammessa alla UEFA Champions League 2006-2007.
      Ammessa alla Coppa UEFA 2006-2007.
      Ammessa alla Coppa Intertoto 2006.
 Ammessa allo spareggio promozione/retrocessione.
      Retrocessa in II liga 2006-2007.
Note:
Tre punti a vittoria, uno a pareggio, zero a sconfitta.
L'Amica Wronki e il Lech Poznań si sono successivamente fuse. Il Lech Poznań non ha presentato domanda di licenza di partecipazione ed è stato relegato all'ultimo posto in classifica, mentre l'Amica Wronki si è iscritta alla I liga 2006-2007 come Lech Poznań, mantenendo la partecipazione alla Coppa Intertoto 2006.

## Risultati
|                  | Leg  | WiC  | ZaL  | Ami  | Kor  | Odr  | Dys  | KSC  | GKS  | Pog  | WiP  | GóŁ  | GóZ  | Ark  | Pol  | LcP  |
| ---------------- | ---- | ---- | ---- | ---- | ---- | ---- | ---- | ---- | ---- | ---- | ---- | ---- | ---- | ---- | ---- | ---- |
| Legia Varsavia   | –––– | 1-2  | 1-0  | 1-0  | 1-0  | 2-1  | 0-2  | 5-0  | 1-0  | 2-0  | 3-0  | 0-2  | 3-2  | 2-0  | 1-0  | 3-1  |
| Wisła Cracovia   | 0-0  | –––– | 2-0  | 0-0  | 2-2  | 1-0  | 2-1  | 3-0  | 3-0  | 2-1  | 4-0  | 1-0  | 2-0  | 3-1  | 2-0  | 5-1  |
| Zagłębie Lubin   | 0-1  | 2-1  | –––– | 2-0  | 3-3  | 2-0  | 2-0  | 3-1  | 2-1  | 1-1  | 2-0  | 2-0  | 3-0  | 4-0  | 1-0  | 4-5  |
| Amica Wronki     | 0-2  | 0-1  | 3-1  | –––– | 0-3  | 4-0  | 2-0  | 1-1  | 3-1  | 4-1  | 2-0  | 6-0  | 3-1  | 1-1  | 3-0  | 1-4  |
| Korona Kielce    | 2-2  | 1-0  | 1-1  | 2-1  | –––– | 0-1  | 3-0  | 0-0  | 0-0  | 0-1  | 2-3  | 1-1  | 4-1  | 1-0  | 3-2  | 1-1  |
| Odra             | 1-2  | 1-1  | 0-0  | 0-4  | 1-1  | –––– | 1-0  | 1-0  | 0-2  | 1-0  | 1-0  | 0-0  | 1-0  | 1-2  | 0-0  | 2-1  |
| Dyskobolia       | 0-4  | 2-4  | 1-0  | 2-2  | 0-3  | 0-0  | –––– | 4-1  | 3-1  | 1-3  | 3-0  | 1-1  | 0-1  | 2-1  | 1-2  | 3-1  |
| KS Cracovia      | 1-1  | 1-1  | 0-0  | 1-0  | 2-3  | 1-0  | 1-3  | –––– | 2-1  | 1-0  | 3-1  | 0-1  | 1-2  | 2-1  | 3-0  | 3-2  |
| GKS Bełchatów    | 0-3  | 0-0  | 3-0  | 1-2  | 1-2  | 0-3  | 2-2  | 2-0  | –––– | 2-0  | 3-0  | 1-1  | 0-0  | 1-1  | 2-0  | 1-1  |
| Pogoń Stettino   | 2-2  | 1-2  | 1-0  | 0-3  | 4-2  | 1-0  | 1-3  | 1-2  | 0-0  | –––– | 2-0  | 2-1  | 1-1  | 0-0  | 2-0  | 0-0  |
| Wisła Płock      | 0-1  | 1-2  | 3-2  | 0-1  | 1-0  | 0-0  | 2-0  | 1-0  | 0-1  | 0-0  | –––– | 2-1  | 1-0  | 1-1  | 4-0  | 5-1  |
| Górnik Łęczna    | 0-0  | 1-1  | 1-3  | 1-0  | 3-0  | 0-0  | 0-0  | 1-1  | 0-2  | 0-1  | 2-1  | –––– | 1-0  | 1-1  | 0-1  | 0-0  |
| Górnik Zabrze    | 0-1  | 0-1  | 2-2  | 0-2  | 0-3  | 1-1  | 0-0  | 3-0  | 0-1  | 2-1  | 4-0  | 2-0  | –––– | 2-0  | 2-1  | 0-3  |
| Arka Gdynia      | 0-0  | 1-0  | 0-1  | 1-1  | 0-2  | 1-1  | 0-0  | 1-1  | 2-0  | 0-0  | 1-1  | 1-1  | 3-0  | –––– | 0-1  | 0-2  |
| Polonia Varsavia | 0-2  | 0-1  | 1-1  | 0-0  | 1-1  | 0-3  | 1-2  | 1-3  | 0-0  | 1-1  | 0-1  | 0-3  | 4-1  | 0-0  | –––– | 2-1  |
| Lech Poznań      | 1-0  | 2-1  | 0-1  | 1-1  | 0-0  | 1-2  | 4-1  | 1-0  | 1-1  | 1-1  | 3-2  | 1-0  | 3-2  | 1-1  | 1-2  | –––– |

## Spareggio promozione/retrocessione
|             | Risultati |             | Luogo e data           |
| ----------- | --------- | ----------- | ---------------------- |
| Jagiellonia | 0 - 2     | Arka Gdynia | Kielce, 15 giugno 2006 |
| Arka Gdynia | 2 - 1     | Jagiellonia | Gdynia, 18 giugno 2006 |
|             |           |             |                        |

## Statistiche

### Classifica Marcatori
Fonte: 90minut.pl
| Gol |  |  | Giocatore            | Squadra                            |
| --- |  |  | -------------------- | ---------------------------------- |
| 21  |  |  | Grzegorz Piechna     | Korona Kielce                      |
| 15  |  |  | Michał Chałbiński    | Zagłębie Lubin                     |
| 13  |  |  | Paweł Brożek         | Wisła Cracovia                     |
| 12  |  |  | Krzysztof Gajtkowski | Lech Poznań (8), Korona Kielce (4) |
| 11  |  |  | Radosław Matusiak    | GKS Bełchatów                      |
| 11  |  |  | Piotr Reiss          | Lech Poznań                        |
| 10  |  |  | Edi Andradina        | Pogoń Stettino                     |
| 10  |  |  | Maciej Iwański       | Zagłębie Lubin                     |
| 10  |  |  | Piotr Włodarczyk     | Legia Varsavia                     |